# Treffelstein
Treffelstein è un comune tedesco di 1 026 abitanti, situato nel land della Baviera.